# Иванец
Иванец је град у Хрватској у Вараждинској жупанији. Према првим резултатима пописа из 2011. у граду је живело 13.765 становника, а у самом насељу је живело 5.252 становника.

## Становништво

### Град Иванец

#### Број становника по пописима
Према последњем попису становништва из 2001. године у граду Иванцу живело је 14.434 становника. који су живели у 3.466 породичних домаћинстава
Кретање броја становника по пописима 1857—2001.
| година пописа  | 1857. | 1869. | 1880. | 1890. | 1900. | 1910.  | 1921.  | 1931.  | 1948.  | 1953.  | 1961.  | 1971.  | 1981.  | 1991.  | 2001.  |
| бр. становника | 6.086 | 6.864 | 7.455 | 8.925 | 9.816 | 11.241 | 11.591 | 12.570 | 13.685 | 13.982 | 13.143 | 13.243 | 13.967 | 14.630 | 14.434 |

НапоменаНастао из старе општине Иванец. Од 1857. до 1981. део података садржан је у општини Кленовник. 

### Иванец (насељено место)
Према последњем попису становништва из 2001. године у насељеном месту Иванец живела су 5.434 становник, који су живели у 1.379 породичних домаћинстава.
Кретање броја становника по пописима 1857—2001.

#### Број становника по пописима
| година пописа  | 1857. | 1869. | 1880. | 1890. | 1900. | 1910. | 1921. | 1931. | 1948. | 1953. | 1961. | 1971. | 1981. | 1991. | 2001. |
| бр. становника | 1.476 | 1.684 | 1.865 | 2.289 | 2.432 | 2.874 | 2.965 | 3.074 | 3.312 | 3.543 | 3.456 | 4064  | 4.718 | 5.342 | 5.434 |

Напомена:У 1981. повећано припајањем насеља Канишки Врховец, Крашовец и Мачковец. За та бивша насеља садржи податке од 1857. до 1971. 

## Попис1991.
На попису становништва 1991. године, насељено место Иванец је имало 5.342 становника, следећег националног састава:
| Попис 1991.‍   | Попис 1991.‍  | Попис 1991.‍ | Попис 1991.‍ | Попис 1991.‍ |
| ------------- | ------------ | ----------- | ----------- | ----------- |
|               |              |             |             |             |
| Хрвати        | Хрвати       |             | 5.221       | 97,73%      |
| Срби          | Срби         |             | 32          | 0,59%       |
| Југословени   | Југословени  |             | 12          | 0,22%       |
| Словенци      | Словенци     |             | 9           | 0,16%       |
| Муслимани     | Муслимани    |             | 5           | 0,09%       |
| Мађари        | Мађари       |             | 4           | 0,07%       |
| Немци         | Немци        |             | 4           | 0,07%       |
| Албанци       | Албанци      |             | 3           | 0,05%       |
| Италијани     | Италијани    |             | 1           | 0,01%       |
| Македонци     | Македонци    |             | 1           | 0,01%       |
| Украјинци     | Украјинци    |             | 1           | 0,01%       |
| неопредељени  | неопредељени |             | 14          | 0,26%       |
| регион. опр.  | регион. опр. |             | 1           | 0,01%       |
| непознато     | непознато    |             | 34          | 0,63%       |
| укупно: 5.342 |              |             |             |             |